# Prostaglandina-D sintasa
La prostaglandina-D sintasa (EC 5.3.99.2) es una enzima que cataliza la siguiente reacción química:
Donde:
- PG H2 (5Z,13E)-(15S)-9α,11α-epidioxi-15-hidroxiprosta-5,13- dienoato (Prostaglandina H2)
- PG D2 (5Z,13E)-(15S)-9α,15-dihidroxi-11-oxoprosta-5,13-dienoato (Prostaglandina D2)

Esta enzima pertenece a la familia de las isomerasas, más concretamente a la clase de otras oxidorreductasas. El nombre sistemático de esta clase de enzimas es (5Z,13E,15S)-9α,11α-epidioxi-15-hidroxiprosta-5,13-dienoato D-isomerasa. Otros nombres por los cuales se la conoce son prostaglandina-H2 Δ-isomerasa, prostaglandina-R-prostaglandina D isomerasa, y PGH-PGD isomerasa. Esta enzima participa en el metabolismo del ácido araquidónico.

## Descubrimientos
En marzo de 2012 un grupo de científicos norteamericanos reportaron el descubrimiento de que aparentemente esta enzima desencadena la calvicie masculina. De acuerdo a este grupo de investigadores, los niveles de esta enzima se encuentran elevados en las células de los folículos pilosos localizados en las zonas calvas del cuero cabelludo, pero no en las áreas con pelo. La investigación podría conducir al desarrollo de un medicamento para el tratamiento de la calvicie.

## Estudios estructurales
Hasta el año 2001, se habían resuelto siete estructuras terciaras para esta clase de enzimas, las cuales tienen los siguientes códigos de acceso en PDB: 1IYH, 1IYI, 1PD2, 1V40, 2CZT, 2CZU, and 2E4J. 